# Harry Leonard
Harry Leonard, né le 12 septembre 2003 à Rochdale en Angleterre, est un footballeur anglais qui joue au poste d'avant-centre au Blackburn Rovers.

## Biographie

### En club
Né à Rochdale en Angleterre, Harry Leonard est formé par Blackburn Rovers. Le 8 décembre 2021, il signe son premier contrat professionnel avec son club formateur, le liant au club jusqu'en juin 2025.
Il joue son premier match en professionnel le 10 avril 2023, lors d'une rencontre de Championship, la deuxième division anglaise, face à Huddersfield Town. Il entre en jeu à la place de Lewis Travis et les deux équipes se neutralisent (2-2 score final). Tandis qu'il fait quatre apparitions avec l'équipe première, il est également l'auteur de performances remarquées avec l'équipe réserve durant cette saison 2022-2023, marquant 10 buts en 15 matchs.
Le 29 juillet 2023, Leonard prolonge son contrat avec Blackburn, étant désormais lié au club jusqu'en juin 2027.
Leonard marque son premier but en professionnel le 5 août 2023, à l'occasion de la première journée de la saison 2023-2024 de Championship contre West Bromwich Albion. Il est titularisé à la pointe de l'attaque des Rovers ce jour-là, et participe à la victoire de son équipe par deux buts à un,.